# Játékszín
Le Játékszín est l'un des théâtres de Budapest, situé dans le 6e arrondissement sur Teréz körút.

## Étymologie
Játék (« pièce de théâtre ») + szín (« édifice couvert avec des ouvertures latérales »).

## Anciens noms
- Ferenczy Kabaré (1912-1913)
- Pesti Kabaré (1913-1916)
- Érdekes Kabaré (1916-1917)
- Intim Kabaré (1917-1923)
- Terézkörúti Színpad (hu) (1923-1939)
- Kamara Varieté (1939-1951)
- Artista (jusqu'en 1954)
- Kamara Varieté (1954-1977)

## Directeurs

### En tant que théâtre public
- Gábor Bicskei (1978-1979)
- Mátyás Giricz (eo) (1979-1982)
- Gábor Berényi (eo) (1982-1992)
- Lajos Balázsovits (1992-2012)

### En tant que théâtre privé
- Kristóf Németh (hu) (2012-2016)
- Tamás Bank (hu)

## Artistes
- Ildikó Bánsági
- Zoltán Bereczki
- Kata Dobó
- János Gálvölgyi (en)
- Judit Hernádi (en)
- András Kern (en)
- Erzsi Pásztor (en)
- Erika Szabó (de)
- Andrea Szulák (de)